# Cruggleton Church

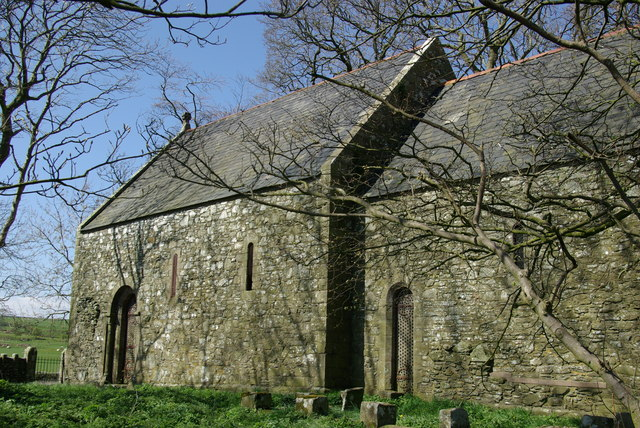
Cruggleton Church

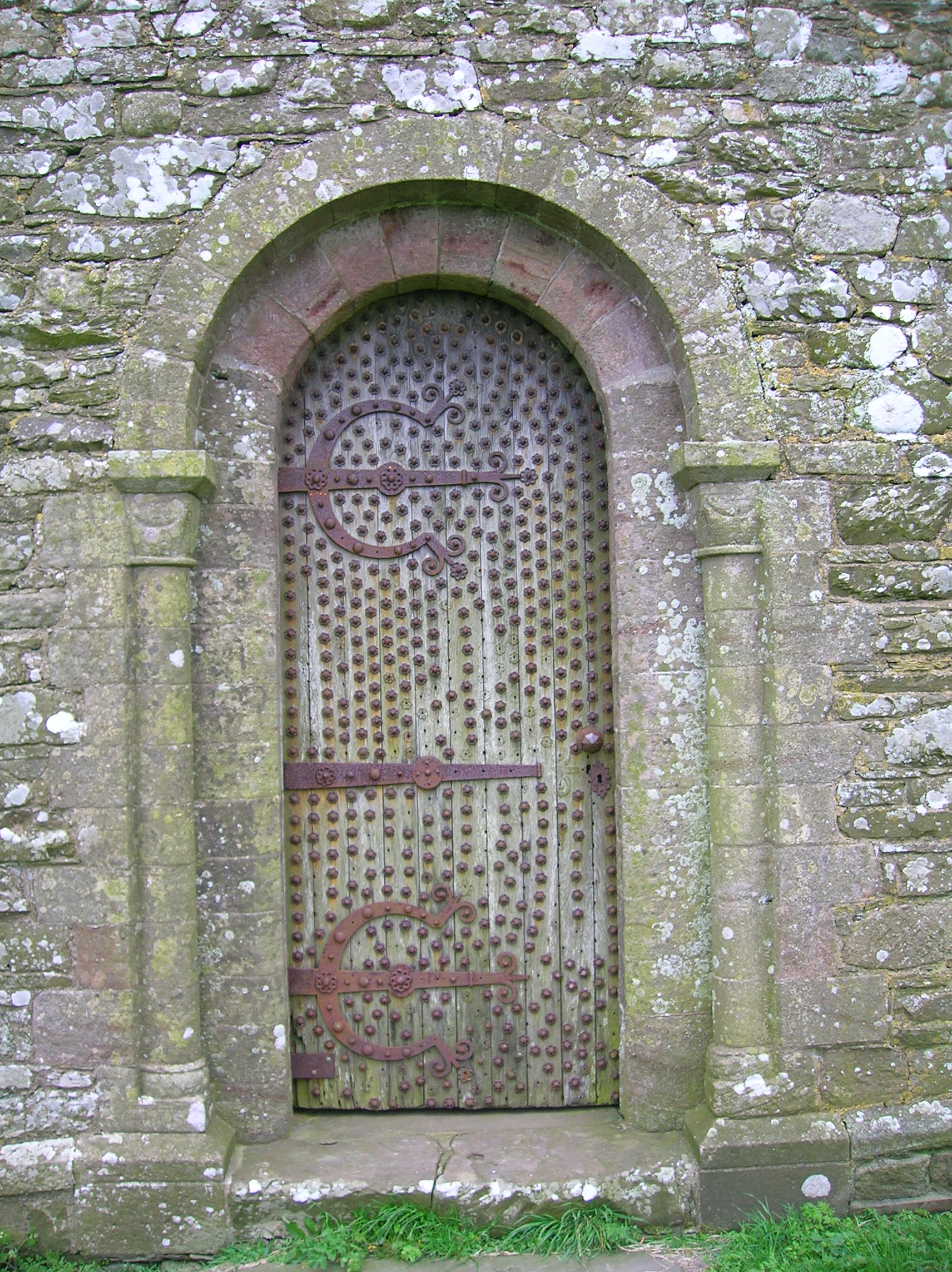
Eingangsportal

Die Cruggleton Church, auch Cruggleton Kirk, ist ein Kirchengebäude nahe der schottischen Ortschaft Garlieston in der Council Area Dumfries and Galloway. 1972 wurde das Bauwerk in die schottischen Denkmallisten in der höchsten Denkmalkategorie A aufgenommen. Des Weiteren war es als Scheduled Monument klassifiziert. Dieser Status wurde jedoch 2018 aufgehoben.

## Geschichte
Das Gebäude entstand im zweiten Viertel des 12. Jahrhunderts. 1424 wurde die Kirche der Whithorn Priory unterstellt. Nachdem sich die Kirche lange Zeit in einem ruinösen Zustand befunden hatte, war es John Crichton-Stuart, 3. Marquess of Bute, der in den 1890er Jahren ihren Wiederaufbau initiierte.

## Beschreibung
Die Kirche steht isoliert rund drei Kilometer südlich von Garlieston und überblickt die Wigtown Bay. Ihr Mauerwerk besteht aus Bruchstein mit Natursteindetails. Es wurde zu weiten Teilen in den 1890er Jahren auf den ursprünglichen Fundamenten wiederaufgebaut. Das längliche Gebäude ist zweigeteilt, wobei der Chor etwas schmaler ist. Die Abmaße des Langhauses betragen 10,7 m × 6,2 m gegenüber 6,4 m × 4,8 m für den Chor.
Sämtliche Öffnungen sind mit Rundbögen gestaltet. Die einzelnen Lanzettfenster an den Giebelseiten sind neueren Datums. Das Eingangsportal an der Südseite ist mit Säulenschäften gestaltet. Das Gebäude schließt mit einem schiefergedeckten Satteldach. Der im Inneren freiliegende hölzerne Dachstuhl stammt aus der Zeit der Renovierung.